# بنياس دي سان بيدرو
بلدية بنياس دي سان بيدرو (بالإسبانية: Peñas de San Pedro) هي بلدية تقع في مقاطعة البسيط التابعة لمنطقة كاستيا لا مانتشا وسط إسبانيا.

## الديموغرافيا
بلغ عدد سكان بلدية بنياس دي سان بيدرو 1.356 نسمة عام 2011 (وفقاً للمعهد الوطني الإسباني للإحصاء).
| 1.282 | 1.224 | 1.188 | 1.222 | 1.255 | 1.291 | 1.356 |